# Kenyon Jones
Kenyon R. Jones (* 12. Oktober 1977 in Augusta, Georgia; † 19. August 2005 in Villa Rica, Georgia) war ein US-amerikanischer Basketballspieler.

## Leben
Jones ging aus seiner Heimat in Georgia 1995 zum Studium an die University of California, Berkeley, wo er für die Hochschulmannschaft Golden Bears in der Pac-10 Conference der NCAA Basketball spielte. Hier konnte er sich nicht recht durchsetzen und war in den ersten drei Jahren nur Ergänzungsspieler. Der Zeit seines Lebens mit Gewichtsproblemen kämpfende Jones wechselte vor seinem abschließenden Jahr in seiner NCAA-Karriere noch einmal die Hochschule und ging zur benachbarten University of San Francisco, wo er nach dem vorgeschriebenen Jahr Pause von Meisterschaftsspielen für die Dons in der West Coast Conference (WCC) spielte.
Hier konnte er sich in den Vordergrund spielen und wurde in seinem letzten Jahr als Collegespieler zum Spieler des Jahres der WCC 2000 gewählt.
Anschließend startete Jones 2000 eine professionelle Karriere, obwohl er im NBA-Draft 2000 nicht ausgewählt wurde und auch über die Trainingslager keinen Vertrag bei einem Verein in der am höchsten dotierten Profiliga National Basketball Association in seinem Heimatland erhielt. Seine erste Profisaison spielte Jones in der Ligue Nationale de Basket in Frankreich für Saint-Thomas Basket aus Le Havre. Der Aufsteiger schaffte in seiner ersten Erstliga-Spielzeit auf dem 14. und drittletzten Tabellenplatz den Klassenerhalt. Anschließend bekam Jones für die Saison 2001/02 einen Vertrag bei Panionios aus Athen in der griechischen A1 Ethniki, mit dem er die Spielzeit auf dem fünften Platz abschloss. In den Play-offs um die griechische Meisterschaft schied man in der ersten Runde gegen Iraklis Thessaloniki aus. In der Sommerpause 2002 spielte in der Baloncesto Superior Nacional auf Puerto Rico für die Vaqueros aus Bayamón, die das Finale der Meisterschaft gegen die Leones de Ponce verloren.
Für die Saison 2002/03 kehrte Jones nach Griechenland zurück und nahm die mazedonische Staatsbürgerschaft an. So fiel er in Folge der Bosman-Entscheidung in nahezu allen europäischen Ligen unter kein Ausländerkontingent mehr und hatte zudem persönlich wegen dieser fehlenden Einschränkung auch noch höhere Verdienstmöglichkeiten. Im November 2002 absolvierte er unter dem mazedonischen Namen Kenajn Rasim Dzons in der Qualifikation für die Basketball-Europameisterschaft 2003 sein erstes Spiel als Nationalspieler für seine neue Wahlheimat. Auf Vereinsebene spielte er in dieser Saison für Panionios’ Athener Lokalrivalen GS Marousi. Mit dieser Mannschaft erreichte er auf dem sechsten Platz erneut die Play-offs, wo man in der ersten Runde diesmal gegen Vizemeister Olympiakos Piräus ausschied. Nachdem er im Sommer 2003 erneut für die Vaqueros in Puerto Rico gespielt hatte, bekam er zu Beginn der Saison 2003/04 zunächst einen Vertrag beim griechischen Meister Panathinaikos Athen. Dieser wurde jedoch nach wenigen Wochen vorzeitig beendet und Jones wechselte nach Russland zu Dynamo aus Moskau, mit denen er die Play-off-Halbfinalserie um die russische Meisterschaft erreichte.
In der Saison 2004/05 spielte Jones wieder für GS Marousi, die in der Hauptrunde der A1 Ethniki den zweiten Platz belegten, jedoch in der Play-off-Halbfinalserie gegen AEK Athen ausschieden. Im zweitwichtigsten europäischen Vereinswettbewerb ULEB Cup 2004/05 schied man im Viertelfinale gegen den nationalen Konkurrenten und späteren Finalisten Makedonikos aus. Anschließend spielte Jones im Sommer 2005 in der NBA Summer League für die Denver Nuggets, um sich erneut Vereinen aus der NBA zu präsentieren. Am 19. August starb er zuhause in Villa Rica am Rande von Atlanta an den Folgen eines Herzinfarkts im Alter von nur 27 Jahren. Er hinterließ seine Frau Porsha und einen Sohn.